# Kocahasanlı, Erdemli
Kocahasanlı là một xã thuộc huyện Erdemli, tỉnh Mersin, Thổ Nhĩ Kỳ. Dân số thời điểm năm 2011 là 5.738 người.